# چزی
چِزی (به مجاری: Csézy Erzsébet) (زاده ۹ اکتبر ۱۹۷۹) خواننده اهل مجارستان است.
او در مسابقه آواز یوروویژن ۲۰۰۸ نماینده مجارستان بود.